# Feuilles sur les voies

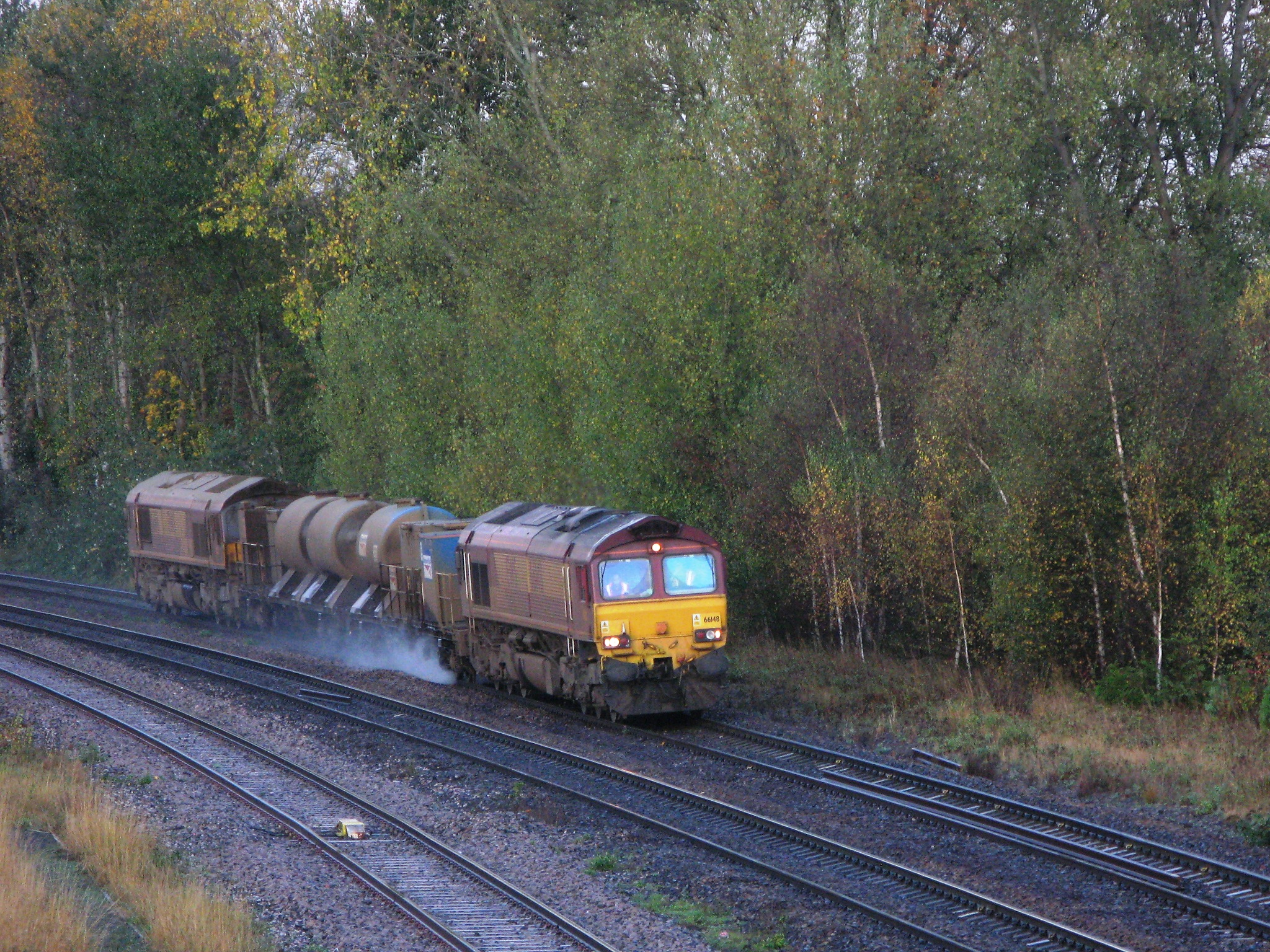
Un train-laveur de Network Rail utilisant un jet d'eau à haute pression pour nettoyer les feuilles mortes tombées sur les voies, au Royaume-Uni.

Les feuilles sur les voies sont un problème rencontré dans les chemins de fer lorsque des feuilles humides tombent et s'accrochent à la surface des rails sur les voies ferrées. Il en résulte une réduction significative de la friction entre les roues des trains et les rails, pouvant aller jusqu'à rendre la voie temporairement inutilisable.

## Causes
Le problème apparaît dans les zones fortement boisées par des arbres à feuilles caduques (nord-est des États-Unis, sud-est du Canada, nombreuses zones en Europe), qui tombent à l'automne. Si elles tombent sur une voie ferrée, certaines se posent sur la surface de roulement des rails et, lors du passage d'un train, sont fortement comprimées et produisent un revêtement glissant sur les champignons des rails et les bandages. Si le temps est humide, les feuilles adhèrent efficacement aux rails. Le courant d'air provoqué par le passage d'un train déplace également les feuilles mortes à proximité et les conduit à se déposer sur les rails. Le matériau tend à s'accumuler et est suffisamment solide pour ne pas être détaché par le passage ordinaire des trains,.
Avant les années 1960, la plupart des véhicules ferroviaires utilisaient des systèmes de freinage où des sabots appliquaient une pression aux bandages. Depuis, les freins à disque se sont généralisés. Les sabots avaient un effet abrasif nettoyant le matériau comprimé sur les bandages. On estime généralement que l'utilisation des freins à disque a aggravé le problème des feuilles mortes. 

Remarque : à l'époque des locomotives à vapeur, les arbres et la végétation inflammable étaient régulièrement coupés le long des voies, pour réduire le risque d'incendies allumés par les retombées de particules de charbon encore rougeoyantes issues de la chaudière de la locomotive. L'abandon de la locomotive à vapeur a permis de réduire cette maintenance, augmentant du même coup le problème.

## Conséquences
La perte de friction entre les roues et le rail conduit à une perte de traction : le train ne peut avancer et les roues patinent. Lors du freinage, cette perte de friction peut également conduire à le rendre sans effet. Dans les cas extrême, le matériau peut isoler électriquement les rails des roues, conduisant à une dangereuse panne de signalisation de la présence du train ou du retour de courant électrique de traction dans la voie (annulation de l'effet de masse. En résumé, la voie ferrée peut parfois devenir impraticable, ou tout du moins provoquer des retards en cascade très mal perçus en matière d'image par des personnes qui n'appréhendent pas le sérieux du problème.
Au Royaume-Uni, le coût annuel des feuilles mortes sur les voies a été évalué à 60 millions de livres,.

## Traitement

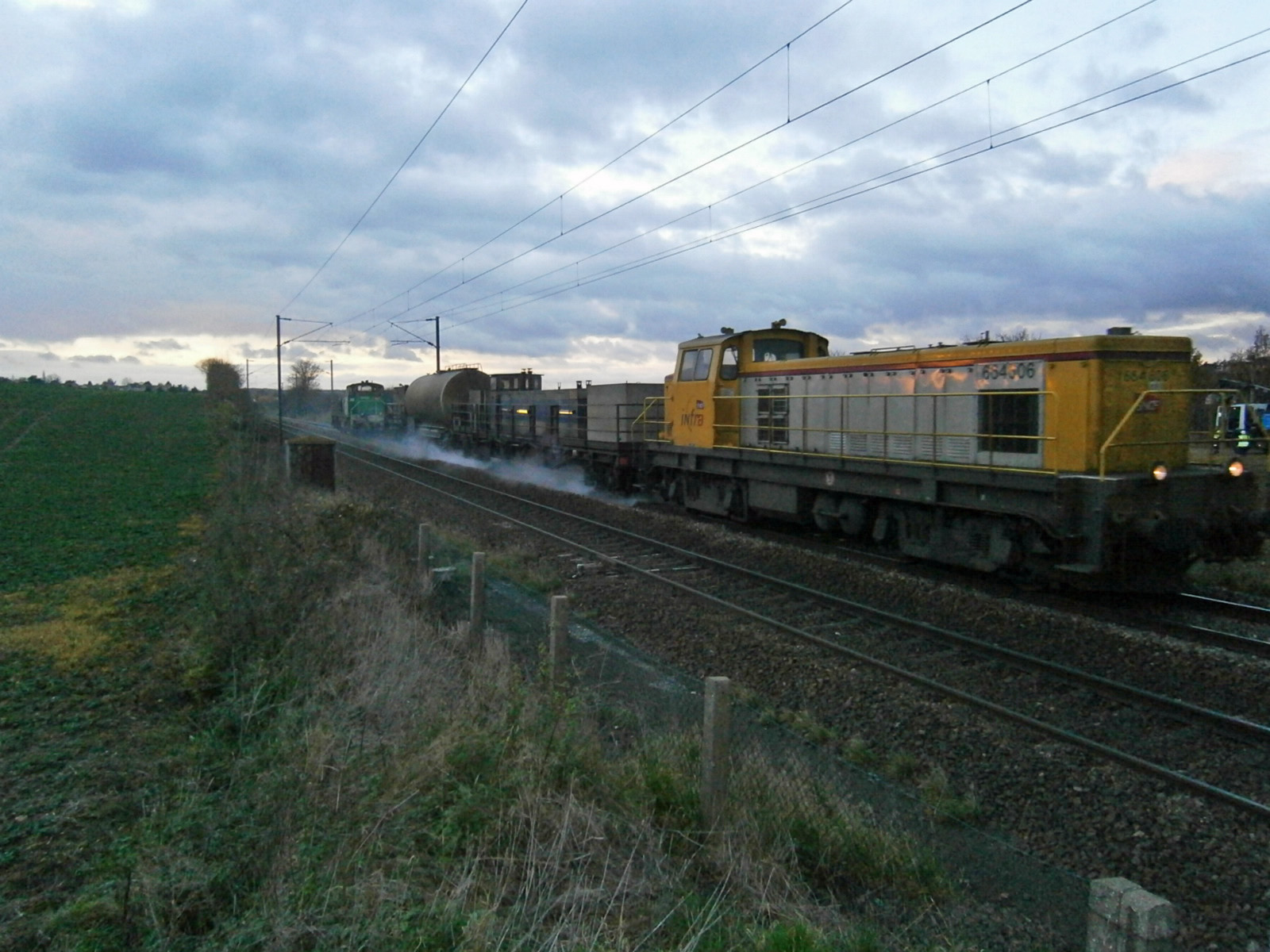
Un train nettoyeur de voie, en France.

Le traitement du problème passe généralement par un système qui nettoie le dépôt accumulé ou qui le recouvre avec un matériau à forte friction. Le nettoyage se fait principalement par jet d'eau, souvent combiné avec un appareil de frottage mécanique. Le recouvrement implique de déposer du sable ou une pâte sur les rails ; le sable pouvant accentuer le risque d'isolation électrique, il est parfois mélangé avec des particules de fer. Ce recouvrement est appliqué par des trains spéciaux et, dans certains cas locaux, à la main.
Ces deux procédés ne sont efficaces que pendant un certain temps : si le nettoyage par jet ne le reste que tant que les feuilles ne retombent pas, le dépôt est plus pérenne, bien que les précipitations aient tendance à l'enlever.
Dans les zones où l'on suppose que des feuilles vont tomber, la gestion des trains est modifiée, en évitant les accélérations et les freinages brutaux. Au Royaume-Uni, des horaires spéciaux, moins chargés, sont mis en place à ces périodes.
La coupe des arbres à feuilles caduques le long des voies permet de contrôler radicalement le problème. Cette mesure peut cependant rencontrer des résistances dans les zones peuplées.

## Exemples

### Amérique du Nord
Les feuilles sur les voies provoquent d'importantes ruptures de service, particulièrement dans les aires urbaines comme New York ou Boston. En novembre 2006, ce phénomène a conduit à la mise hors service d'environ un tiers des voitures des lignes Hudson et Harlem du Metro-North Railroad. Dans le même temps, sur le Long Island Railroad, près d'un quart des voitures sont hors service pour les mêmes raisons,.
Aux États-Unis, l'Amtrak, le Massachusetts Bay Transportation Authority, le SEPTA de Philadelphie, le Metra de Chicago, et le MARC (Baltimore et Washington) ont toutes signalé des retards à cause de ce problème.
Pour régler le problème, les méthodes employées incluent l'élagage des arbres, le lâchage de sable sur les roues, le nettoyage par jet d'eau à haute pression, voire l'utilisation de laser pour enlever les feuilles des arbres,. Metro-North a conçu un système, surnommé « Waterworld »", constitué d'une voiture large et plate qui nettoie les rails par jets d'eau tandis qu'elle se déplace au-dessus. Le New Jersey Transit utilise une méthode similaire, nommée « Aqua-Track » qui, lorsqu'elle est attachée à une voiture, projette de l'eau sous pression. Depuis l'introduction du système en 2002, les retards provoqué par les feuilles ont été réduits de plus de 60 %. La SEPTA utilise un « Gel train », qui pulvérise un mélange de sable, d'aluminium et d'adhésif.

### Royaume-Uni
Au Royaume-Uni, plusieurs compagnies ferroviaires modifient leurs horaires et publient des leaf fall timetables (littéralement « horaires pour chute de feuilles »),.
La nature cryptique des explications des compagnies pour ce problème ou d'autre phénomènes similaires a conduit la phrase « leaves on the line » (« feuilles sur la voie ») à devenir une blague et, avec ses variantes comme « le mauvais type de neige (en) », est perçue par une partie du public comme une excuse pour un service de faible qualité,.
Les arbres les plus problématiques sont le sycomore, le tilleul, le marronnier, le châtaignier, le frêne et le peuplier, qui possèdent de grandes feuilles plates qui adhèrent aux voies,.